# Кузовников, Евгений Викторович
Евгений Викторович Кузовников (22 декабря 1970, Сухой Лог) — российский сидячий волейболист, игрок екатеринбургского клуба «Родник» и российской национальной сборной. Бронзовый призёр летних Паралимпийских игр 2008 года в Пекине, призёр Кубка европейских чемпионов, Кубка мира среди спортсменов с поражением опорно-двигательного аппарата, заслуженный мастер спорта России.

## Биография
Евгений Кузовников родился 22 декабря 1970 года в городе Сухой Лог Свердловской области. С детства любил волейбол, ещё в школьные годы серьёзно занимался этим видом спорта, выступал за местную команду «Урожай». В 1991 году устроился работать шофёром на заводе «Сухоложскцемент», позже работал автослесарем в товариществе с ограниченной ответственностью «Уралмет», затем управлял автокраном в строительной компании «Рост». В возрасте двадцати трёх лет попал в аварию и в результате полученных тяжёлых травм лишился одной ноги.
Став инвалидом, поступил в Уральский институт фондового рынка, где обучался по экономической специальности, и в 2001 году благополучно окончил это учебное заведение. Во время и после учёбы проживал в Екатеринбурге, работал бухгалтером в нескольких коммерческих компаниях, в таких как научно-производственное объединение инвалидов «Надежда», научно-производственное предприятие «Сенсорика», ООО «Юлия-88», был специалистом по ценным бумагам в АКБ «Вятич», АО «Ява-Инвест», работал трейдером в отделе торговых операций ООО «Универсальная инвестиционная компания Партнёр».
В 2003 году Кузовников присоединился к екатеринбургской команде по волейболу сидя «Родник». В 2004 году в её составе стал бронзовым призёром чемпионата России, а в 2005 году был уже чемпионом и впоследствии ещё несколько завоёвывал этот титул. Одновременно с занятием спортом продолжал работать по специальности, занимал должности менеджера отдела продаж ООО «Юмикс-Екатеринбург» и менеджера коммерческого отдела ООО «Орион-Терминал». Являлся спортсменом-инструктором ОГУ «Областной спортивный клуб инвалидов Родник».
Первого серьёзного успеха на международном уровне добился в сезоне 2007 года, когда попал в основной состав российской национальной сборной и побывал на Кубке европейских чемпионов в Боснии, откуда привёз награду бронзового достоинства. Благодаря череде удачных выступлений удостоился права защищать честь страны на летних Паралимпийских играх 2008 года в Пекине — российская команда со второго места вышла из группы А, уступив только сборной Боснии и Герцеговины, тогда как на стадии полуфиналов со счётом 0:3 проиграла сборной Ирана, ставшей в итоге победительницей соревнований. При этом в утешительной встрече за третье место россияне одержали победу над сборной Египта и завоевали тем самым бронзовые паралимпийские медали. За это выдающееся достижение в 2009 году Евгений Кузовников награждён медалью ордена «За заслуги перед Отечеством» II степени, удостоен почётного звания «Заслуженный мастер спорта России».
После успешной пекинской Олимпиады ещё в течение некоторого времени оставался в основном составе команды России и продолжал принимать участие в крупнейших международных турнирах. Так, в 2010 году завоевал серебряную медаль на Кубке европейских чемпионов в Венгрии.